# Bni Mathar
Bni Mathar (franska: Bni Mathar (CR), Bni Mathar (Commune Rurale), arabiska: سيدي بولنوار) är en kommun i Marocko.   Den ligger i provinsen Jerada och regionen Oriental, i den nordöstra delen av landet, 400 km öster om huvudstaden Rabat. Antalet invånare är 7 078.